# Acid arahidic
Acidul arahidic (cunoscut și sub denumirea de acid eicosanoic) este un acid carboxilic cu formula de structură restrânsă CH3-(CH2)18-COOH. Este un acid gras saturat, având 20 atomi de carbon.